# So What (composition)
Pour les articles homonymes, voir So What.
Clip vidéo
[vidéo] « Miles Davis - So What (Official Audio) », sur YouTube
[vidéo] « Miles Davis - So What (Official Video) », sur YouTube
So What (Et Alors, en anglais) est un standard de jazz modal bebop du trompettiste de jazz américain Miles Davis (1926-1991), de son album Kind of Blue de 1959, chez Columbia Records (probablement l'album de jazz le plus vendu de tous les temps avec plus de 4 millions d'exemplaires).
Cette composition modale (dorienne), en tant que l'un des premiers morceaux emblématiques de la période du jazz modal, est considérée comme révolutionnaire dans l'histoire du jazz.

## Histoire

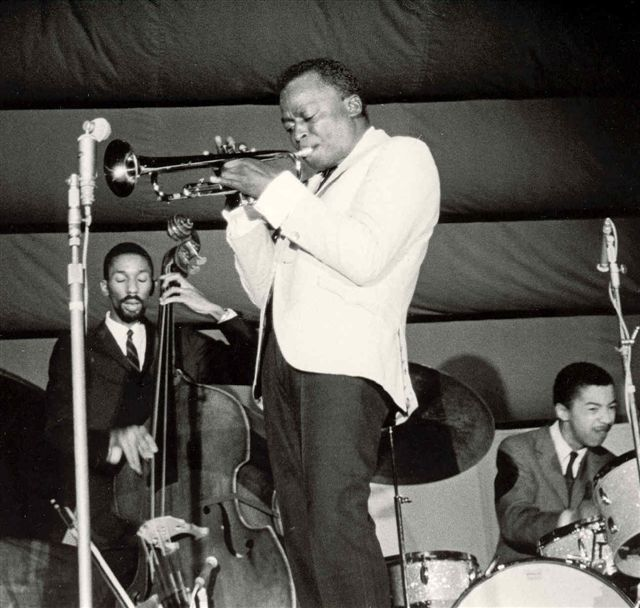
Miles Davis, au festival de jazz d'Antibes Juan-les-Pins de 1963

So What (« Et alors ») est une des expressions préférées du langage courant de Miles Davis,. Il enregistre ce premier tube de son album avec son sextet lors d'une session le 2 mars 1959 au Columbia's 30th Street Studio de New York, avec John Coltrane au saxophone ténor, Julian Cannonball Adderley au saxophone alto, Bill Evans au piano, Paul Chambers à la contrebasse, et Jimmy Cobb à la batterie. Comme à son habitude, Davis ne souhaite pas répéter avant la séance d'enregistrement pour conserver toute la fraîcheur improvisée et la vigueur du morceau sur les premières interprétations, une méthode qu'il réitère souvent lors de ses enregistrements. So What est enregistré à la télévision le 2 avril 1959, dans l'émission consacrée à Miles Davis baptisée « The Sound of Miles Davis » (Le Son de Miles Davis) au Studio 61 de télévision de CBS de New York.

### Composition
Pour la composition de plusieurs morceaux de Kind of Blue Davis a notamment bénéficié de l'aide des pianistes Gil Evans et Bill Evans. En effet, l'introduction de So What semble avoir été arrangée par Gil Evans, arrangement proposé lors d'un concert avec Davis au Carnegie Hall de Manhattan à New York en 1961. L'auteur Ian Carr écrit « c'est finalement sa collaboration avec Gil Evans pour Porgy and Bess qui l'a amené à une définition aussi précise de ses concepts harmoniques ». Bill Evans étant aussi le principal auteur du troisième morceau, Blue in Green, l'auteur Lewis Porter évoque de multiples influences mutuelles des deux musiciens sur les compositions de l'album. Il écrit notamment qu'« il semble notable que l'introduction de Bill sur le magnifique Flamenco Sketches provient de sa session enregistrement de Peace Piece au mois de décembre précédent », mais reconnaît le gros travail effectué par Davis.
So What est une des plus célèbres compositions de jazz modal, dont Miles Davis est un des principaux fondateurs, construite sur un mode Dorien. Elle est composée sur une forme à 32 mesures ou AABA particulièrement simples. Malgré l'apparente forme de liberté que semble offrir la structure modale il s'agit cependant de créer une musique intéressante avec une impression de cohérence ce qui requiert une grande capacité d'imagination. Chaque soliste sur So What a proposé sa solution pour surmonter la difficulté du morceau.
Le saxophoniste emblématique du groupe John Coltrane, qui entre dans la légende de l’histoire du jazz avec les quintets-sextets de Miles Davis, entre 1955 et 1960, avec entre autres leurs albums 'Round About Midnight (1957), Milestones (1958), et Kind of Blue (1959), fonde alors ses propres groupes et reprend les accords de base de So What pour ses propres compositions standards de jazz modal, avec entre autres Giant Steps (1960), Equinox (jazz) (1960), My Favorite Things (album) (1961), A Love Supreme (1965).

## Miles Davis sextet
- Miles Davis : trompette
- John Coltrane : saxophone ténor
- Julian Cannonball Adderley : saxophone alto
- Bill Evans : piano (ex pianiste du sextet, qui joue à la place de Wynton Kelly, pour ce morceau de l'album)
- Paul Chambers : contrebasse
- Jimmy Cobb : batterie

## Reprises notoires
Davis a repris sa composition plusieurs fois, notamment en concert comme en 1961 avec l'Orchestre de Gil Evans et en 1964 sur l'enregistrement live de Four & More accompagné en particulier du saxophoniste ténor George Coleman et du pianiste Herbie Hancock. Alors que le rythme du jeu de Kind of Blue est très modéré, les standards joués sur Four & More dont So What sont interprétés au contraire sur un rythme beaucoup plus rapide, Davis étant probablement influencé par le jeu du jeune batteur Tony Williams.
De nombreux musiciens ont par la suite repris le morceau, dont :
- 1969 : Bill Evans, sur son album What's New;
- 1983 : George Russell, sur un album live portant le titre du morceau ;
- 1991 : Candy Dulfer, sur son premier album Saxualité[5] ;
- 1992 : Ronny Jordan sur son album The Antidote ;
- 2002 : Marcus Miller sur son album The Ozell Tapes (Live).